# Friederike Trudzinski
Friederike Trudzinski (* 1982 in Aachen, aufgewachsen in Hamburg) ist eine deutsche Autorin, Dramaturgin und Redakteurin.

## Leben
Trudzinski gehört zu den Jungautoren der Hamburger Szene und ist in zahlreichen Anthologien vertreten (u. a. „Sex ist eigentlich nicht so mein Ding“, Eichborn), ihr Erzählband „Boris“ ist bei Minimal Trash Art erschienen. 2006 erhielt sie den Hamburger Förderpreis für Literatur. Am 14. Februar 2008 wurde ihr Theaterstück „Double Coffee“ am Schauspielhaus Hamburg in Hamburg in der Regie von Anika Döring uraufgeführt.
Als Dramaturgin arbeitete Trudzinski mit der Regisseurin Hanna Müller und dem Regisseur Felix Rotenhäusler.
Als Schauspielerin war sie in der Rolle der Souffleuse Greta Eisenzahn in Simon Stephens „Pornographie“ (Regie Sebastian Nübling) zu sehen.
2014 begann Trudzinski ein Volontariat bei der Frauenzeitschrift Grazia. Sie arbeitete dort bis 2018 als Redakteurin. 2018 wechselte sie als leitende Textredakteurin zu einer weiteren Frauenzeitschrift, der Jolie, kehrt aber schon 2019 als Ressortleiterin Text zur Grazia zurück. Ab 2020 war sie zudem Ressortleiterin Text der Jolie. Im April 2022 verließ sie den Klambt-Verlag und wurde Chefredakteurin des Emotion Magazins des Emotion Verlags.
Trudzinski war mit dem Autor und Journalisten Benjamin Maack verheiratet.

## Werke
- Boris: Sieben Kurzgeschichten, Minimal Trash Art, Hamburg, 2006, ISBN 3-9808788-4-8